# Nationalisme hindou
Le nationalisme hindou a été collectivement appelé l'expression de la pensée sociale et politique, fondée sur les traditions spirituelles et culturelles indigènes du sous-continent indien. Les défenseurs du nationalisme hindou ont tenté d'éviter l'étiquette de « nationalisme » en faisant valoir que l'utilisation du terme « nationalisme hindou » pour désigner l'Hindū rāṣṭravāda est une traduction simpliste et est mieux décrite par le terme « politique hindoue ».
Les courants de pensée indigènes sont devenus très pertinents dans l'histoire indienne quand ils ont aidé à former une identité distinctive par rapport à la politique indienne et ont fourni une base pour remettre en question le colonialisme. Ils ont inspiré les mouvements d'indépendance contre le Raj britannique fondés sur la lutte armée, la politique coercitive, et les manifestations non violentes. Ils ont également influencé les mouvements de réforme sociale et la pensée économique en Inde.
Hindutva (qui signifie « hindoue »), un terme popularisé par le nationaliste hindou Vinayak Damodar Savarkar en 1923, est la forme prédominante de nationalisme hindou en Inde. Hindutva est défendue par l'organisation bénévole nationaliste hindoue de droite Rashtriya Swayamsevak Sangh (RSS), largement considérée comme l'organisation mère du parti au pouvoir Bharatiya Janata Party, avec ses organisations affiliées, notamment le Vishva Hindu Parishad.

## Évolution de la terminologie idéologique
Dans la première moitié du 20e siècle, les factions du Congrès national indien ont continué à s'identifier à la « politique hindoue » et aux idées d'une nation hindoue. Le mot "hindou", tout au long de l'histoire, a été utilisé comme une description inclusive sans définition et pour désigner les traditions et les peuples autochtones de l'Inde. Ce n'est qu'à la fin du XVIIIe siècle que le mot « hindou » est venu à être largement utilisé avec une connotation religieuse, tout en étant encore utilisé comme synecdoque décrivant les traditions autochtones. Les idéologies nationalistes hindouistes et les langues politiques étaient très diverses tant sur le plan linguistique que social. Puisque l'hindouisme ne représente pas un groupe religieux identifiable, les termes tels que « nationalisme hindou », « hindou » sont considérés comme problématiques dans le cas du discours religieux et nationaliste. Comme les hindous étaient identifiables en tant que communauté homogène, certains dirigeants du Congrès ont pu induire un symbolisme avec un sens « hindou » dans la position générale d'un nationalisme laïc,.
La diversité des groupes culturels indiens et les positions modérées du nationalisme hindou l'ont parfois fait passer pour un nationalisme culturel plutôt que religieux.

## Décolonisation
Les nationalistes hindous considèrent qu'avant l'élection de Narendra Modi, l'Inde était dirigée par une élite occidentalisée. Lors de son arrivée au pouvoir, Modi instaure plusieurs mesures visant à s'affranchir des pratiques héritées du colonialisme, par exemple en promouvant l'utilisation des langues d'Inde (notamment le hindi) par rapport à l'anglais, y compris dans le contexte de relations internationales ou dans le contexte de l'éducation ; ou également en promouvant l'ayurveda par rapport à la médecine conventionnelle.
Les nationaliste hindous estiment également que la colonisation de l'Inde n'a pas commencé lors de la colonisation par l'Empire britannique au XVIIIe siècle, mais avec l'arrivée de conquérants musulmans au VIIIe siècle ; et considèrent ainsi la destruction de la mosquée de Babri comme un acte de décolonisation. Plusieurs noms de ville à « consonance musulmane » sont changés par le régime de Modi pour « sonner hindou », comme Allahabad qui devient Prayagraj. Selon l'historien Manan Ahmed, cette historiographie présentant l'arrivée des musulmans en Inde comme une période de colonisation est pourtant héritée des historiens britanniques qui cherchaient à justifier la colonisation britannique en Inde, présentant cette colonisation comme une revanche offerte par les britanniques aux hindous contre les musulmans. La question décoloniale ayant été laissée pour compte par les partis précédant le Bharatiya Janata Party au pouvoir, la version nationaliste hindoue de la décolonisation en est rendue très populaire en Inde.